# Driedorf
Driedorf ist eine Gemeinde im Lahn-Dill-Kreis in Hessen.

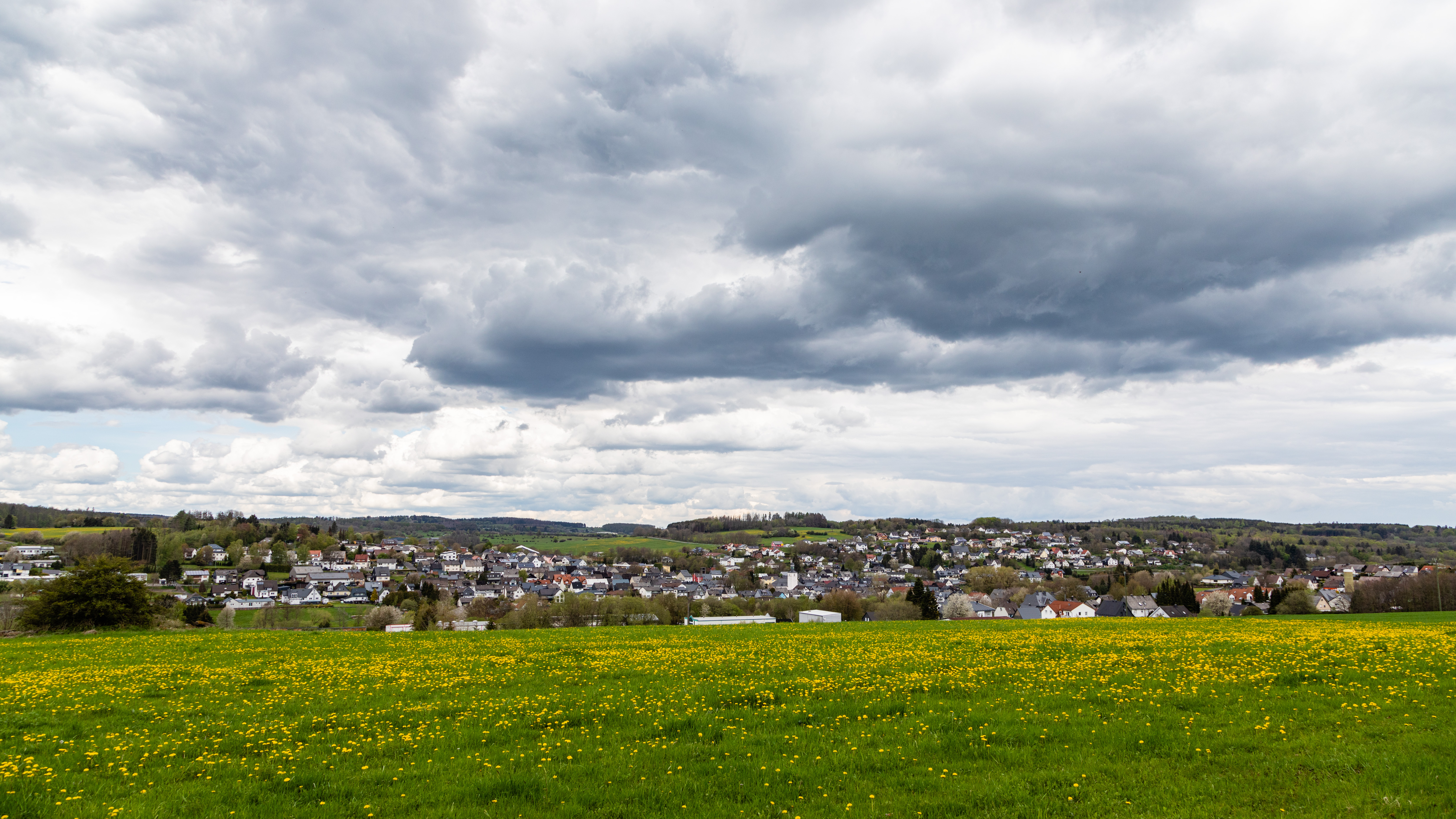
Driedorf aus Richtung Süden

## Geografie

### Geografische Lage
Driedorf liegt auf einer Hochfläche im hohen Westerwald in einer Höhe von 416 bis 643 Meter. Mit dem Höllberg liegt der höchste hessische Berg des Westerwalds in dem Gemeindegebiet.
Der westlichste Punkt des Lahn-Dill-Kreises befindet sich auf der Grenze zur Gemeinde Willingen (die zu Rheinland-Pfalz gehört).

### Nachbargemeinden
Driedorf grenzt im Norden an die Gemeinde Breitscheid, im Osten an die Stadt Herborn, im Süden an die Gemeinde Greifenstein (alle im Lahn-Dill-Kreis) sowie im Westen an die Gemeinden Oberrod, Rehe, Homberg, Waigandshain, Nister-Möhrendorf und Willingen (alle im Westerwaldkreis in Rheinland-Pfalz).

### Gemeindegliederung
Zur Gemeinde gehören neben dem namengebenden Driedorf der Ortsteil Mademühlen mit der Siedlung An der Krombachtalsperre sowie die Ortsteile Roth, Waldaubach, Münchhausen, Hohenroth, Heisterberg, Heiligenborn und Seilhofen.

## Geschichte

### Ortsgeschichte
Driedorf wurde im Jahre 1124 erstmals urkundlich erwähnt. Im Jahr 1305 erhielt der Ort Stadtrechte. Die Stadtrechte mussten die Driedorfer Ende des 19. Jahrhunderts im Zuge der preußischen Gemeindeordnung wieder abgeben.
Im Zuge der Gebietsreform in Hessen wurden eingemeindet:
- Am 1. Oktober 1971 auf freiwilliger Basis die Gemeinden Heiligenborn, Heisterberg und Hohenroth.[2]
- Am 1. Juli 1972 kam auf freiwilliger Basis noch Münchhausen hinzu.[3]
- Am 1. Januar 1977 kraft dem Gesetz zur Neugliederung des Dillkreises, der Landkreise Gießen und Wetzlar und der Stadt Gießen die Gemeinden Mademühlen, Roth, Seilhofen und Waldaubach.[4][5]

Für alle ehemals eigenständigen Gemeinden wurden Ortsbezirke mit Ortsbeirat und Ortsvorsteher nach der Hessischen Gemeindeordnung eingerichtet.

### Verwaltungsgeschichte im Überblick
Die folgende Liste zeigt die Staaten und Verwaltungseinheiten, denen Driedorf angehört(e):
- vor 1739: Heiliges Römisches Reich, Grafschaft/Fürstentum Nassau-Dillenburg, Amt Driedorf[9]
- ab 1739: Heiliges Römisches Reich, Fürstentum Nassau-Diez, Amt Driedorf
- 1806–1813: Großherzogtum Berg, Département Sieg, Arrondissement Dillenburg, Kanton Driedorf
- 1813–1815: Fürstentum Nassau-Oranien, Amt Driedorf
- ab 1816: Herzogtum Nassau, Amt Herborn
- ab 1849: Herzogtum Nassau, Kreisamt Herborn[Anm. 1]
- ab 1854: Herzogtum Nassau, Amt Herborn
- ab 1867: Königreich Preußen, Provinz Hessen-Nassau, Regierungsbezirk Wiesbaden, Dillkreis[Anm. 2]
- ab 1871: Deutsches Reich, Königreich Preußen, Provinz Hessen-Nassau, Regierungsbezirk Wiesbaden, Dillkreis
- ab 1918: Deutsches Reich, Freistaat Preußen, Provinz Hessen-Nassau, Regierungsbezirk Wiesbaden, Dillkreis
- ab 1932: Deutsches Reich, Freistaat Preußen, Provinz Hessen-Nassau, Regierungsbezirk Wiesbaden, Landkreis Dillenburg
- ab 1933: Deutsches Reich, Freistaat Preußen, Provinz Hessen-Nassau, Regierungsbezirk Wiesbaden, Dillkreis
- ab 1944: Deutsches Reich, Freistaat Preußen, Provinz Nassau, Dillkreis
- ab 1945: Deutsches Reich, Amerikanische Besatzungszone, Groß-Hessen, Regierungsbezirk Wiesbaden, Dillkreis
- ab 1946: Deutsches Reich, Amerikanische Besatzungszone, Hessen, Regierungsbezirk Wiesbaden, Dillkreis
- ab 1949: Bundesrepublik Deutschland, Hessen, Regierungsbezirk Wiesbaden, Dillkreis
- ab 1968: Bundesrepublik Deutschland, Hessen, Regierungsbezirk Darmstadt, Dillkreis
- ab 1977: Bundesrepublik Deutschland, Hessen, Regierungsbezirk Darmstadt, Lahn-Dill-Kreis
- ab 1981: Bundesrepublik Deutschland, Hessen, Regierungsbezirk Gießen, Lahn-Dill-Kreis

### Bevölkerung

#### Einwohnerstruktur 2011
Nach den Erhebungen des Zensus 2011 lebten am Stichtag, dem 9. Mai 2011, in Driedorf 5120 Einwohner. Darunter waren 294 (5,7 %) Ausländer, von denen 78 aus dem EU-Ausland, 192 aus anderen europäischen Ländern und 24 aus anderen Staaten kamen. (Bis zum Jahr 2020 erhöhte sich die Ausländerquote auf 10,1 %.) Nach dem Lebensalter waren 961 Einwohner unter 18 Jahren, 2076 zwischen 18 und 49, 1084 zwischen 50 und 64 und 1000 Einwohner waren älter. Die Einwohner lebten in 2130 Haushalten. Davon waren 527 Singlehaushalte, 617 Paare ohne Kinder und 785 Paare mit Kindern, sowie 171 Alleinerziehende und 30 Wohngemeinschaften. In 415 Haushalten lebten ausschließlich Senioren und in 1420 Haushaltungen lebten keine Senioren.

#### Einwohnerentwicklung
| Driedorf: Einwohnerzahlen von 1834 bis 2020 | Driedorf: Einwohnerzahlen von 1834 bis 2020 | Driedorf: Einwohnerzahlen von 1834 bis 2020 | Driedorf: Einwohnerzahlen von 1834 bis 2020 | Driedorf: Einwohnerzahlen von 1834 bis 2020 |
| --- | ------------------------------------------- | ------------------------------------------- | ------------------------------------------- | ------------------------------------------- |
| Jahr |                                             |                                             |                                             | Einwohner                                   |
| 1834 | 1834                                        |                                             | 620                                         | 620                                         |
| 1840 | 1840                                        |                                             | 661                                         | 661                                         |
| 1846 | 1846                                        |                                             | 637                                         | 637                                         |
| 1852 | 1852                                        |                                             | 663                                         | 663                                         |
| 1858 | 1858                                        |                                             | 643                                         | 643                                         |
| 1864 | 1864                                        |                                             | 667                                         | 667                                         |
| 1871 | 1871                                        |                                             | 638                                         | 638                                         |
| 1875 | 1875                                        |                                             | 626                                         | 626                                         |
| 1885 | 1885                                        |                                             | 642                                         | 642                                         |
| 1895 | 1895                                        |                                             | 619                                         | 619                                         |
| 1905 | 1905                                        |                                             | 613                                         | 613                                         |
| 1910 | 1910                                        |                                             | 632                                         | 632                                         |
| 1925 | 1925                                        |                                             | 771                                         | 771                                         |
| 1939 | 1939                                        |                                             | 1.011                                       | 1.011                                       |
| 1946 | 1946                                        |                                             | 1.204                                       | 1.204                                       |
| 1950 | 1950                                        |                                             | 1.294                                       | 1.294                                       |
| 1956 | 1956                                        |                                             | 1.247                                       | 1.247                                       |
| 1961 | 1961                                        |                                             | 1.306                                       | 1.306                                       |
| 1967 | 1967                                        |                                             | 1.529                                       | 1.529                                       |
| 1970 | 1970                                        |                                             | 1.629                                       | 1.629                                       |
| 1972 | 1972                                        |                                             | 2.591                                       | 2.591                                       |
| 1975 | 1975                                        |                                             | 4.625                                       | 4.625                                       |
| 1980 | 1980                                        |                                             | 4.779                                       | 4.779                                       |
| 1985 | 1985                                        |                                             | 4.726                                       | 4.726                                       |
| 1990 | 1990                                        |                                             | 4.887                                       | 4.887                                       |
| 1995 | 1995                                        |                                             | 5.206                                       | 5.206                                       |
| 2000 | 2000                                        |                                             | 5.215                                       | 5.215                                       |
| 2005 | 2005                                        |                                             | 5.282                                       | 5.282                                       |
| 2010 | 2010                                        |                                             | 5.064                                       | 5.064                                       |
| 2011 | 2011                                        |                                             | 5.120                                       | 5.120                                       |
| 2015 | 2015                                        |                                             | 5.146                                       | 5.146                                       |
| 2020 | 2020                                        |                                             | 5.061                                       | 5.061                                       |
| Datenquelle: Historisches Gemeindeverzeichnis für Hessen: Die Bevölkerung der Gemeinden 1834 bis 1967. Wiesbaden: Hessisches Statistisches Landesamt, 1968. Weitere Quellen: LAGIS; 1972:; Hessisches Statistisches Informationssystem; Zensus 2011 Ab 1972 einschließlich der im Zuge der Gebietsreform in Hessen eingegliederten Orte. |                                             |                                             |                                             |                                             |

#### Religionszugehörigkeit
| • 1885: | 623 evangelische (= 97,04 %), 10 katholische (= 1,56 %) und 9 jüdische (= 1,40 %) Einwohner  |
| • 1961: | 962 evangelische (= 73,66 %), 329 römisch-katholische (= 25,19 %) Einwohner                  |
| • 1987: | 3287 evangelische (= 69,8 %), 778 katholische (= 16,5 %), 647 sonstige (= 13,7 %) Einwohner  |
| • 2011: | 2884 evangelische (= 56,3 %), 786 katholische (= 15,4 %), 1450 sonstige (= 28,3 %) Einwohner |

## Politik

### Gemeindevertretung
Die Kommunalwahl am 14. März 2021 lieferte folgendes Ergebnis, in Vergleich gesetzt zu früheren Kommunalwahlen:

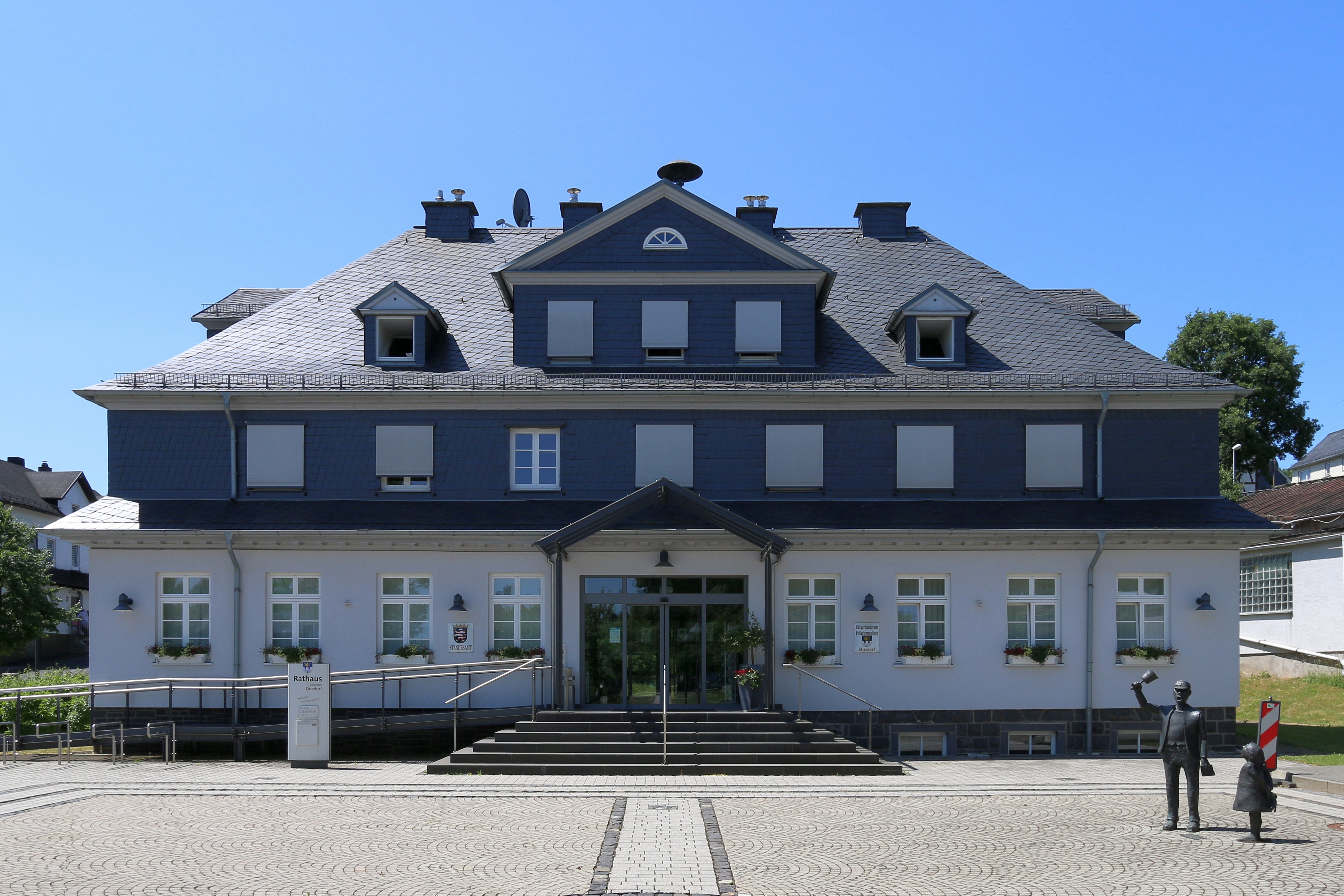
Rathaus Driedorf

| Sitzverteilung in der Gemeindevertretung 2021Insgesamt 31 Sitze - SPD: 8 - FBL: 2 - FWG: 6 - CDU: 15 | Parteien und Wählergemeinschaften | Parteien und Wählergemeinschaften           | 2021  | 2021  | 2016  | 2016  | 2011  | 2011  | 2006  | 2006  | 2001  | 2001  |
| Sitzverteilung in der Gemeindevertretung 2021Insgesamt 31 Sitze - SPD: 8 - FBL: 2 - FWG: 6 - CDU: 15 | Parteien und Wählergemeinschaften | Parteien und Wählergemeinschaften           | %     | Sitze | %     | Sitze | %     | Sitze | %     | Sitze | %     | Sitze |
| Sitzverteilung in der Gemeindevertretung 2021Insgesamt 31 Sitze - SPD: 8 - FBL: 2 - FWG: 6 - CDU: 15 | CDU                               | Christlich Demokratische Union Deutschlands | 47,1  | 15    | 43,7  | 13    | 38,8  | 12    | 40,3  | 13    | 40,2  | 12    |
| Sitzverteilung in der Gemeindevertretung 2021Insgesamt 31 Sitze - SPD: 8 - FBL: 2 - FWG: 6 - CDU: 15 | SPD                               | Sozialdemokratische Partei Deutschlands     | 26,8  | 8     | 31,3  | 10    | 33,5  | 10    | 43,2  | 13    | 41,8  | 13    |
| Sitzverteilung in der Gemeindevertretung 2021Insgesamt 31 Sitze - SPD: 8 - FBL: 2 - FWG: 6 - CDU: 15 | FWG                               | Freie Wählergemeinschaft Driedorf           | 18,2  | 6     | 19,0  | 6     | 13,5  | 4     | 16,4  | 5     | 17,9  | 6     |
| Sitzverteilung in der Gemeindevertretung 2021Insgesamt 31 Sitze - SPD: 8 - FBL: 2 - FWG: 6 - CDU: 15 | FBL                               | Freie Bürgerliste                           | 8,0   | 2     | 6,0   | 2     | 5,9   | 2     | –     | –     | –     | –     |
| Sitzverteilung in der Gemeindevertretung 2021Insgesamt 31 Sitze - SPD: 8 - FBL: 2 - FWG: 6 - CDU: 15 | Grüne                             | Bündnis 90/Die Grünen                       | –     | –     | –     | –     | 8,3   | 3     | –     | –     | –     | –     |
| Sitzverteilung in der Gemeindevertretung 2021Insgesamt 31 Sitze - SPD: 8 - FBL: 2 - FWG: 6 - CDU: 15 | Gesamt                            | Gesamt                                      | 100,0 | 31    | 100,0 | 31    | 100,0 | 31    | 100,0 | 31    | 100,0 | 31    |
| Sitzverteilung in der Gemeindevertretung 2021Insgesamt 31 Sitze - SPD: 8 - FBL: 2 - FWG: 6 - CDU: 15 | Wahlbeteiligung in %              | Wahlbeteiligung in %                        | 53,5  | 53,5  | 56,9  | 56,9  | 49,3  | 49,3  | 51,5  | 51,5  | 54,3  | 54,3  |

### Bürgermeister
Nach der hessischen Kommunalverfassung wird der Bürgermeister für eine sechsjährige Amtszeit gewählt, seit dem Jahr 1993 in einer Direktwahl, und ist Vorsitzender des Gemeindevorstands, dem in der Gemeinde Driedorf neben dem Bürgermeister ehrenamtlich ein Erster Beigeordneter und sieben weitere Beigeordnete angehören. Bürgermeister war bis zum 6. November 2024 Carsten Braun (CDU). Er setzte sich am 10. Juli 2016 im ersten Wahlgang einer Wahlwiederholung gegen den Amtsinhaber Dirk Hardt (SPD) durch, der sich noch einmal um eine zweite Amtszeit beworben hatte, nachdem er zunächst am 6. März 2016 ohne Gegenkandidaten zur Wiederwahl angetreten, aber durchgefallen war, weil 50,3 Prozent der Wähler gegen ihn mit „nein“ stimmten. Carsten Braun erhielt bei 71,3 Prozent Wahlbeteiligung 50,8 Prozent der Stimmen. Es folgte eine Wiederwahl im Mai 2022. Da er seit dem 6. November 2024 Landrat des Lahn-Dill-Kreises ist, wird im Februar 2025 ein neuer Bürgermeister gewählt.
Amtszeiten der Bürgermeister
- 2025–0000 Simon Rompf (parteilos) (Amtszeit ab 1. April 2025)
- 2016–2024 Carsten Braun (CDU) (wurde am 6. November 2024 Landrat des Lahn-Dill-Kreises)[23]
- 2010–2016 Dirk Hardt (SPD) (Amtszeit ab 1. November 2010)[24]
- 2007–2010 Wolfgang Kühn (SPD)[30]
- 1996–2006 Wolfgang Schuster (SPD) (wurde am 7. November 2006 Landrat des Lahn-Dill-Kreises)
- 1969–1995 Friedhelm Kessler (Bürgermeister zur Zeit der Gemeindezusammenschlüsse 1971–1977)[31]

## Sehenswürdigkeiten

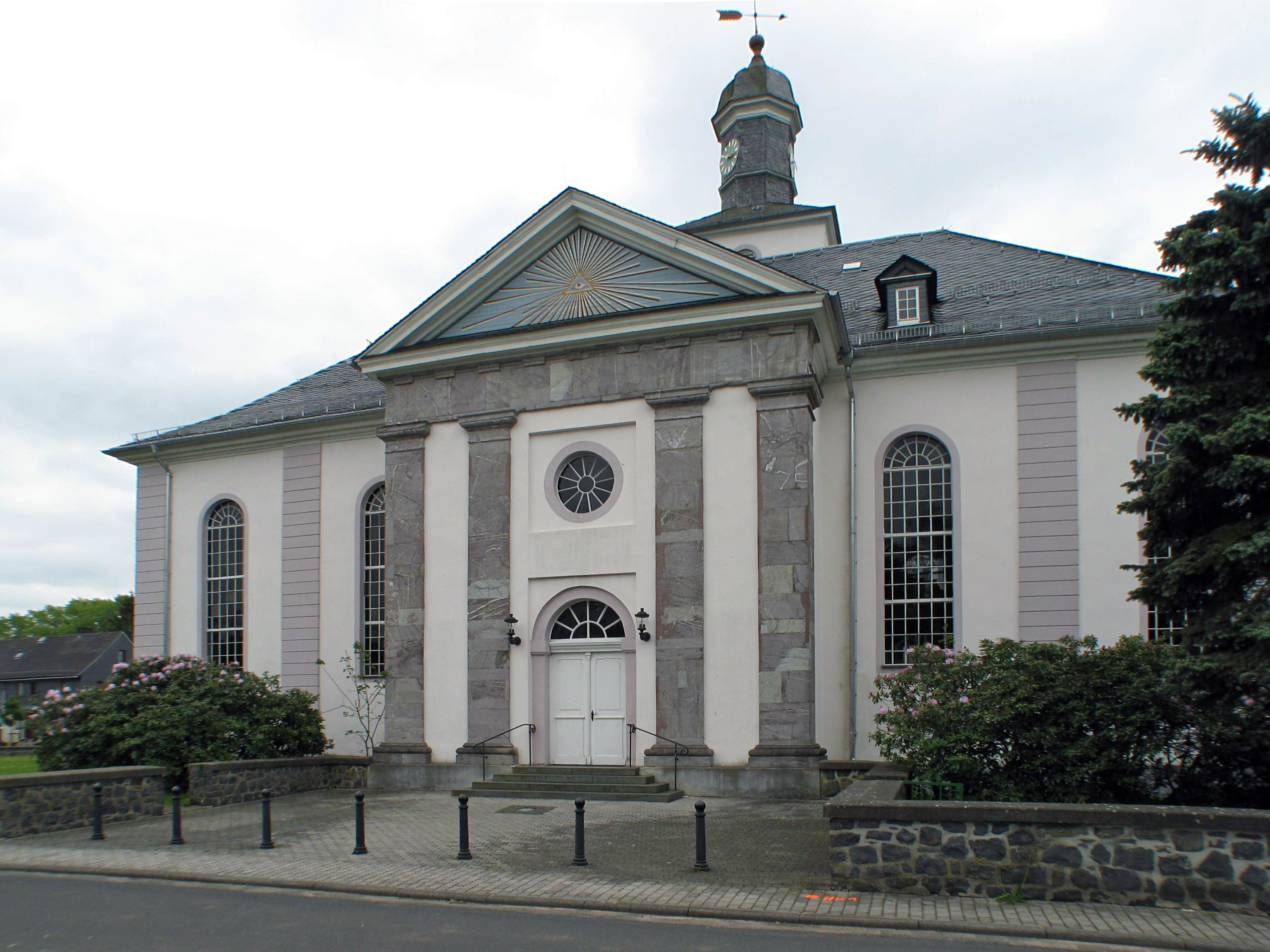
Die evangelische Kirche

In Driedorf gibt es vier Seen, einen großen (Stausee Driedorf) sowie einen kleinen Stausee im Lauf des Rehbaches, den ebenfalls künstlich aufgestauten Heisterberger Weiher und den Steinbruchsee im Winkel, einem ehemaligen Basaltsteinbruch, der sich im Lauf der Jahre mit Grundwasser gefüllt hat und nun der ASG Schönbach zur Hälfte als Angelgewässer dient sowie dem Hessischen Taucherverband als Tauchrevier. Die Krombachtalsperre liegt zwischen den Gemeinden Driedorf und Rehe, die Staumauer liegt im Gebiet der Gemeinde Driedorf.
Nachdem ein Brand 1819 fast den gesamten Ort zerstört hatte, wurde Driedorf neu aufgebaut. Auffällig ist die gerade Straßenführung. In der Aufbauphase wurde 1821–1827 der Saalbau der neuen evangelischen Pfarrkirche nach einem Entwurf von Landesbaumeister Eberhard Philipp Wolff errichtet.
In Driedorf gibt es zwei Burgruinen. Das Junkernschloss ist eine frei zugängliche Ruine. Daneben besteht noch die Ruine der Oberburg Driedorf.
Nordwestlich des Kernortes befindet sich der Höllberg, auch Höllkopf genannt, mit 643 m der höchste Berg im Lahn-Dill-Kreis und des hessischen Westerwaldes.

## Wirtschaft und Infrastruktur

### Verkehr
Durch das Gemeindegebiet verlaufen die Bundesstraße 414 und die Bundesstraße 255.
Driedorf hatte von 1906 bis 1984 im Personen- und im Güterverkehr Bahnanschluss durch die Strecke Bahnstrecke Herborn–Montabaur, die stillgelegt und größtenteils demontiert ist.

### Bildung
In Driedorf besteht mit der Westerwaldschule eine schulformunabhängige Gesamtschule. Diese ist seit 1966 Mittelpunktschule für die gesamte Gemeinde und einzelne Ortsteile der Gemeinde Greifenstein (Hessen). Die Westerwaldschule hat ungefähr 750 Schüler, die von 61 Lehrkräften unterrichtet werden. Am Johanneum Gymnasium im benachbarten Herborn können Schüler die allgemeine Hochschulreife erlangen.

### Telekommunikation
Auf dem Höllberg befindet sich ein 108 Meter hoher Fernmeldeturm der Deutschen Telekom AG aus Stahlbeton. Von diesem Turm wird auch das Programm von Hit Radio FFH auf der UKW-Frequenz 106,8 MHz mit einer ERP von 30 kW abgestrahlt.

### Energiegewinnung

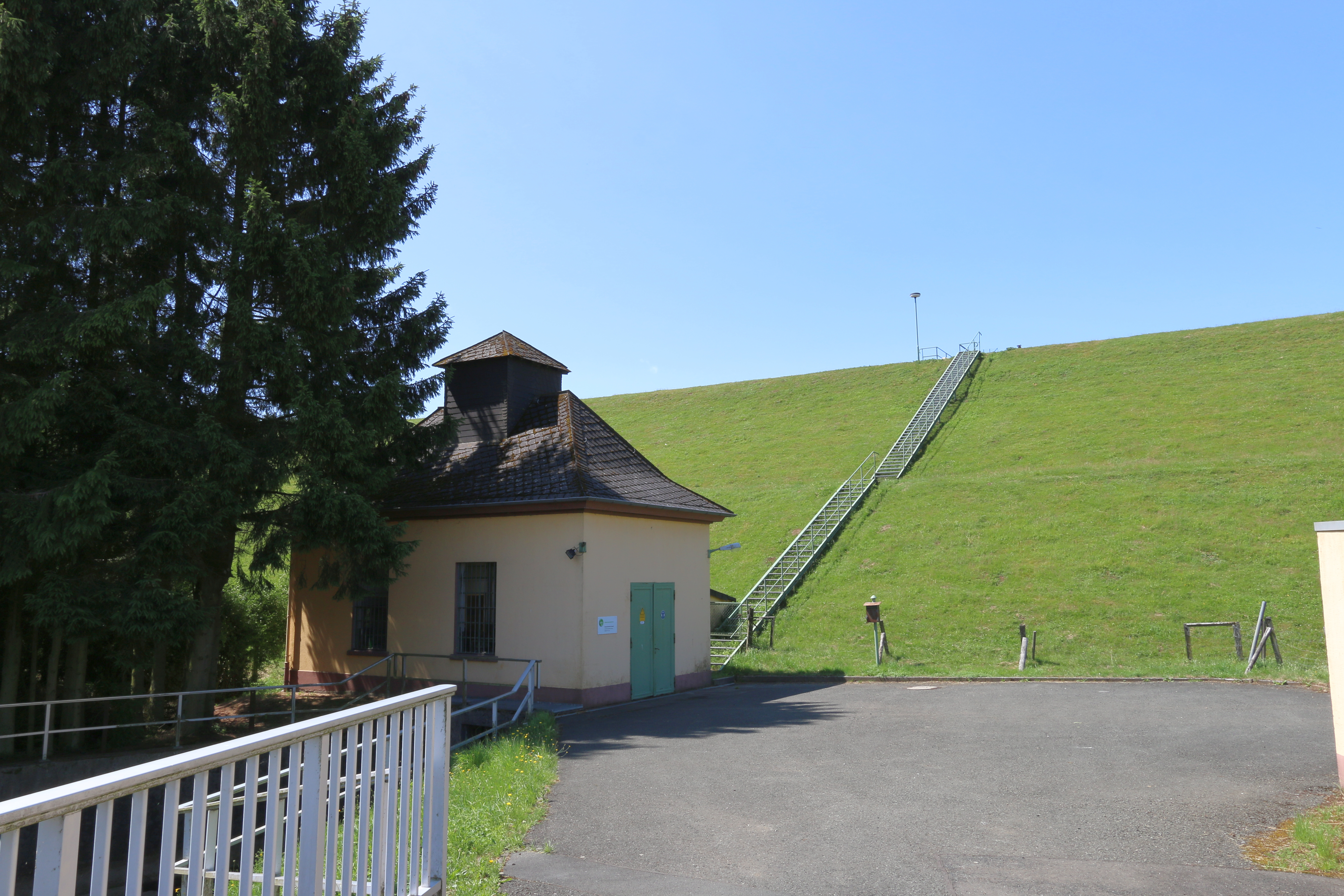
Wasserkraftwerk am Stausee Driedorf

Sowohl am Stausee bei Driedorf wie an der Krombachtalsperre bestehen Wasserkraftwerke. Das Kraftwerk bei Driedorf wurde 1935 erbaut und erzeugt ca. 350.000 kWh mit einer Francis-Turbine. Das Kraftwerk an der Krombachtalsperre wurde 1985 errichtet. Es erzeugt Energie mit einer Durchströmturbine.
Auf dem Gebiet der Gemeinde befinden sich aktuell 19 Windkraftanlagen, die hauptsächlich an zwei Standorten südöstlich von Waldaubach und südlich von Mademühlen konzentriert sind. Sechs Grundstückseigentümer hatten gegen die Lärmbelästigung der nahen Windräder vor dem Verwaltungsgericht Gießen geklagt, waren aber Ende März 2012 unterlegen. Das erste Windrad in Hessen wurde 1986 in der Gemeinde errichtet. Im Jahr 2012 erzeugten diese ca. 18,7 Millionen kWh.
Seit 2012 gibt es in Driedorf einen Solarpark von 10,7 ha Größe mit einer Anlagenleistung von 5 MW. Der jährliche Prognoseertrag beträgt 4,9 Millionen kWh.

## Persönlichkeiten
- August Ammann (1839–1910), in Driedorf geborener Dichter, Schriftsteller und Gymnasiallehrer
- Paul Bender (1875–1947), deutscher Opernsänger
- Egon Brandenburger (* 1928), evangelischer Theologe
- Rudolf Godbersen (1882–1927), Forstwissenschaftler, 1919/20 Leiter der Oberförsterei Driedorf
- August Hild (1894–1982), Schriftsteller
- Friedrich Hild (1861–1937), in Driedorf geborener Schriftsteller und Lehrer
- Walter Klaas (1904–1961), von 1932 bis 1951 evangelischer Pfarrer in Driedorf, später Professor in Wuppertal
- Ferdinand Löber (1897–1981), Bildender Künstler und Kunsterzieher
- Wolfgang Schuster (* 1958), Landrat des Lahn-Dill-Kreises
- Adolf Weiß (1860–1938), Heimatdichter und Landwirt
- Wilhelm Pfeiffer (1918–1991), Bildhauer, Maler und Grafiker